# أمين محمود خطاب
الشيخ أمين محمود محمد خطاب السبكي من علماء الازهر الشريف في مصر كان مدرسا بكلية الشريعة. ولد في 1304 هـ / 1884م، وتوفي في 27 ذي القعدة 1387 هـ / 26 فبراير 1968. تولى إمامة الجمعية الشرعية بعد والده محمود محمد خطاب السبكي فتابع منهجه وافتتح العديد من الفروع، وكان له نشاط علمي بارز حيث استكمل بعض كتب والده وطبعها وأهم مؤلفاته الفتاوى الأمينية.